# Callum Ilott
Callum Benjamin Ilott (Cambridge, 11 novembre 1998) è un pilota automobilistico britannico, ex-membro della Ferrari Driver Academy; corre attualmente nella IndyCar Series dal 2021.

## Carriera

### Kart e il debutto in monoposto
Nato a Cambridge, Ilott inizia la sua carriera sui kart dal 2008 al 2014, stagione in cui vince il campionato europeo CIK-FIA classe KF. Tra i suoi migliori risultati il secondo posto nel campionato mondiale CIK-FIA nel 2012, classe KF3.
Callum debutta nelle monoposto nel 2015, nel campionato Formula Toyota con il team ETEC Motorsport, terminando il campionato al 16º posto.

### Formula 3 europea e GP3

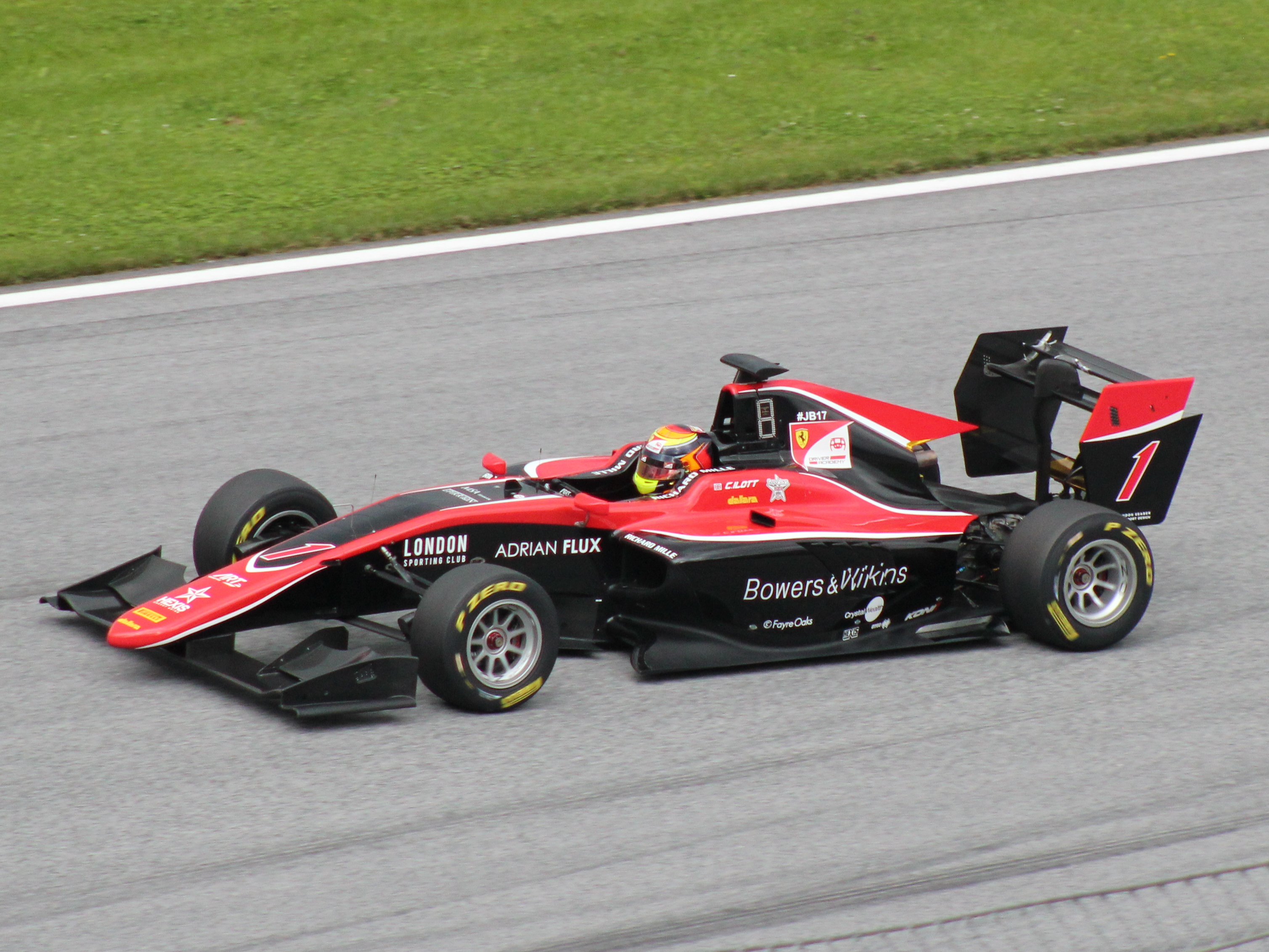
Ilott con la ART Grand Prix nel 2018.

Nella stessa stagione 2015 Ilott debutta nel campionato di Formula 3 Europea con il team Carlin Motorsport, ed entra a far parte del programma Red Bull Junior Team. Ottiene un podio e la dodicesima posizione in campionato.
Nella successiva stagione 2016 continua nella categoria passando al team Van Amersfoort Racing. Conquista le sue prime due vittorie in Formula 3 e un buon sesto posto in campionato.
Per la stagione 2017 corre la sua terza stagione nella F3 europea con il team Prema. Si rivela essere la sua migliore stagione nella categoria, con 6 vittorie, 11 podi in totale e il quarto posto in classifica generale.
Il 4 dicembre 2017 viene annunciata la sua partecipazione al campionato di GP3 Series 2018 con il team ART Grand Prix per sostituire il campione uscente George Russell. Si aggiunge a Giuliano Alesi tra i piloti della Ferrari Driver Academy presenti nel campionato.Nel corso della stagione ottiene due vittorie, una al Paul Ricard e una al Red Bull Ring, terminando al terzo posto della classifica generale.

### Formula 2

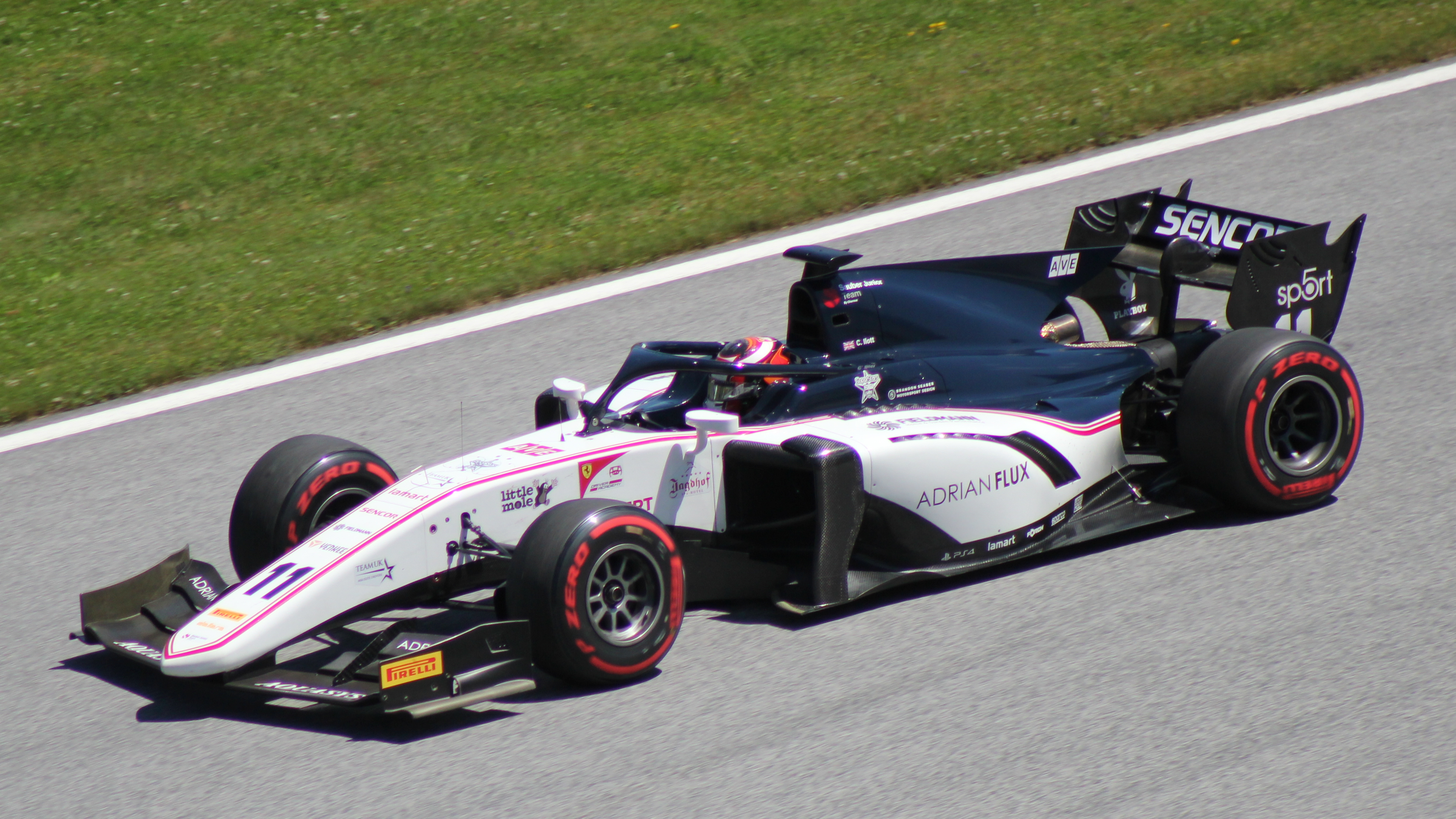
Ilott in Formula 2 nel 2019

Dopo aver debuttato nella stagione 2017 in Formula 2 con il team Trident, partecipando alle due gare di casa a Silverstone, torna a tempo pieno nella categoria nella stagione 2019 con il team Charouz Racing System, divenuto Junior Team della Sauber.
Nel 2020 passa al team UNI-Virtuosi, nel quale corre insieme al compagno di squadra Guanyu Zhou. Vince la prima gara stagionale, nonché la prima della sua carriera in Formula 2, al Red Bull Ring. Nelle qualifiche del Bahrain ottiene la sua quinta pole stagionale, segnando il maggior numero di pole della stagione 2020 ed eguagliando Nyck de Vries nel 2019 e George Russell nel 2018. 
Dopo aver ricoperto la prima posizione in classifica piloti per la prima parte della stagione, Ilott cede progressivamente il passo al futuro campione Mick Schumacher, terminando così la stagione al secondo posto: l'annata si chiude con l'annuncio, da parte dello stesso Ilott, di abbandono della categoria.

### Formula 1
Il 20 ottobre 2017 viene annunciato il suo ingresso nella Ferrari Driver Academy, programma per giovani piloti del team Ferrari di Formula 1..
Il 29 settembre 2020 viene annunciato il suo debutto nella massima categoria nella prima sessione di prove libere della prima edizione del Gran Premio dell'Eifel sul circuito del Nürburgring, introdotto dalla FIA per garantire un certo numero di gare durante la stagione, condizionata dalla pandemia di COVID-19, al volante della Haas VF-20. A causa di avverse condizioni meteorologiche, la sessione di prove libere viene cancellata e lo costringe a rinviare il suo debutto in un week-end di Formula 1.
Il 15 dicembre 2020, rimasto senza un sedile per la stagione seguente di Formula 2, Ilott viene scelto dalla Ferrari come collaudatore per la stagione 2021. Nei giorni seguenti guida la Ferrari SF1000 nei test per giovani piloti sul circuito di Yas Marina. Nel 2021 entra anche nell’Alfa Romeo Racing come pilota di riserva. In Portogallo e in Austria disputa la prima sessione di prove libere con l'Alfa Romeo Racing.
Nel 2022 ad Ilott viene concessa una “licenza annuale” dalla Academy, per permettergli di gareggiare nella serie americana IndyCar. Nel 2023 si separa dal programma giovani del Cavallino.

### Endurance

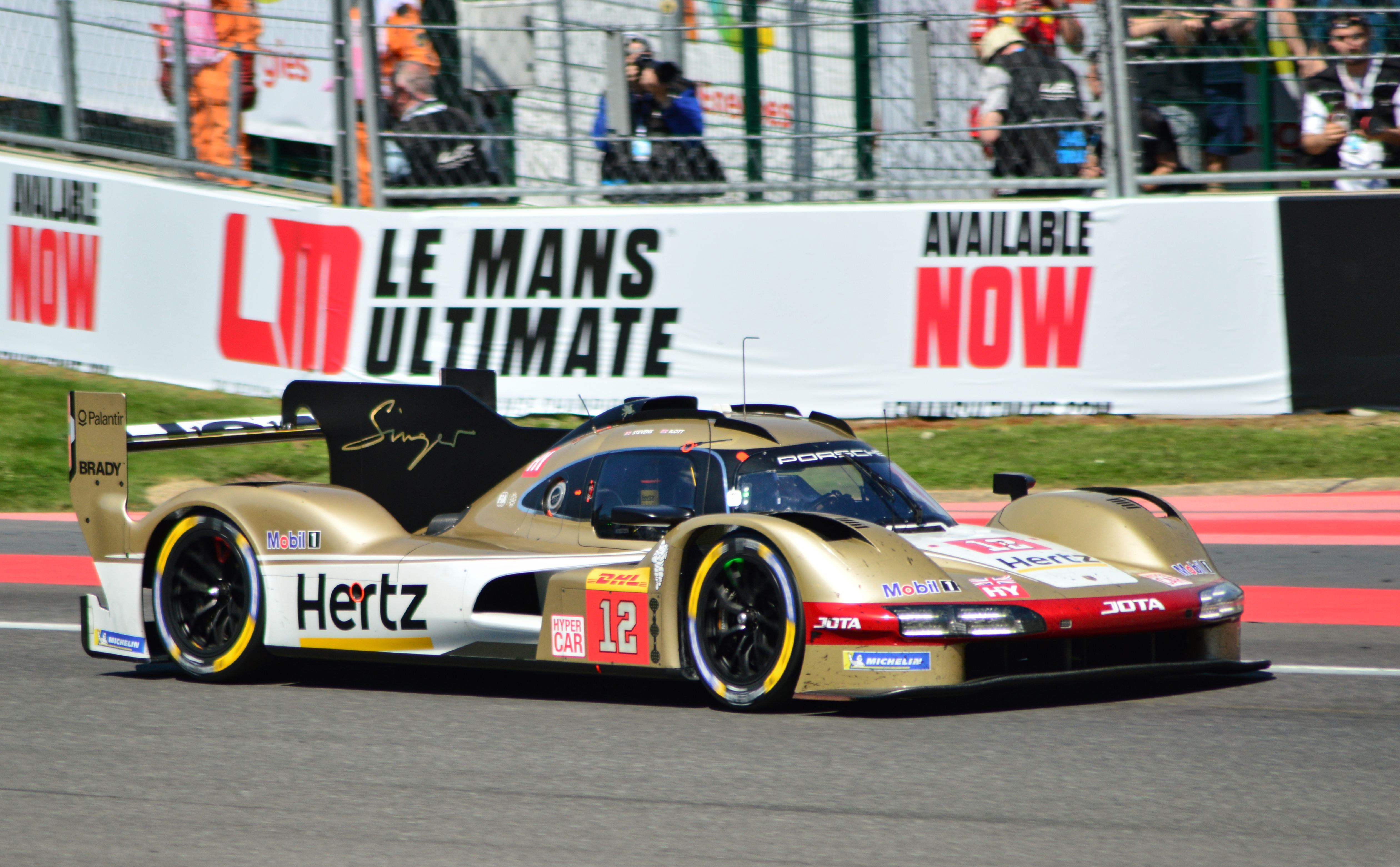
Ilott durante la 6 Ore di Spa-Francorchamps 2024 con la Porsche 963

Nel 2021 oltre a fare il terzo pilota in Formula 1 partecipa al GT World Challenge Europe Endurance Cup e alla 24 Ore di Le Mans con il team italiano Iron Lynx e con i due co-piloti italiani Matteo Cressoni e Rino Mastronardi. Nella storica gara francese l'equipaggio alla guida della Ferrari 488 GTE Evo chiude 27º in classifica totale e 3° nella loro categoria.
Dopo due anni passati nella IndyCar, Ilott si unisce al team Hertz Team Jota guidando l'Hypercar, Porsche 963 nel Campionato del mondo endurance. Insieme a Will Stevens e Norman Nato ottengono il secondo posto nella gara d'esordio, la 1812 km del Qatar. Mentre nella 6 Ore di Spa insieme a solo Stevens ottiene la vittoria, la prima per un team clienti nella storia della classe regina del WEC.
Nel 2025 disputerà la 24 Ore di Daytona con Pratt Miller Motorsport. 

### IndyCar
Il 1º settembre del 2021 viene annunciato che Ilott esordirà nella gara di Portland e nelle altre due gare conclusive della stagione 2021 di IndyCar con il team Juncos Hollinger Racing. Il 24 settembre viene confermato dal team per l'intera stagione 2022. Durante la 500 Miglia di Indianapolis subisce un brutto incidente dove si frattura la mano ed è costretto a saltare la gara di Detroit, per poi tornare a Road America.
Nel luglio del 2022 Ilott viene confermato dal team Juncos Hollinger Racing anche per la stagione 2023. In stagione ottiene due quinti posti come miglior risultato e a fine stagione chiude sedicesimo in classifica. Pur avendo dimostrato maggior velocità del compagno di team, Agustín Canapino, il britannico non viene confermato per la stagione 2024 venendo sostituito dall'ex pilota di Formula 1, Romain Grosjean.
Nel 2024 partecipa al gran premio di St. Petersburg, gara inaugurale, con il team Arrow McLaren al posto dell'infortunato David Malukas. In seguito il posto viene preso da Théo Pourchaire per l'intera stagione, con Ilott che prende parte solo alla 500 Miglia di Indianapolis.
Torna in IndyCar nel 2025, diventando nuovo pilota del team esordiente, Prema.

## Risultati

### Riassunto della carriera
| Stagione | Campionato                              | Team                          | Gare         | Vittorie     | Pole         | Gpv          | Podi         | Punti        | Pos.         |
| -------- | --------------------------------------- | ----------------------------- | ------------ | ------------ | ------------ | ------------ | ------------ | ------------ | ------------ |
| 2015     | F3 europea                              | Carlin                        | 33           | 0            | 0            | 0            | 1            | 65,5         | 12º          |
| 2015     | Masters di Formula 3                    | Carlin                        | 1            | 0            | 0            | 0            | 0            | N.A.         | 8º           |
| 2015     | Gran Premio di Macao                    | Carlin                        | 1            | 0            | 0            | 0            | 0            | N.A.         | DNF          |
| 2015     | Formula Toyota                          | ETEC Motorsport               | 16           | 0            | 0            | 1            | 0            | 358          | 16º          |
| 2016     | F3 europea                              | Van Amersfoort Racing         | 30           | 2            | 2            | 3            | 6            | 226          | 6º           |
| 2016     | Masters di Formula 3                    | Van Amersfoort Racing         | 1            | 0            | 0            | 0            | 0            | N.A.         | 4º           |
| 2016     | Gran Premio di Macao                    | Van Amersfoort Racing         | 1            | 0            | 0            | 0            | 0            | N.A.         | 5º           |
| 2017     | F3 europea                              | Prema Powerteam               | 30           | 6            | 9            | 9            | 11           | 344          | 4º           |
| 2017     | Formula 2                               | Trident                       | 2            | 0            | 0            | 0            | 0            | 0            | 26º          |
| 2018     | GP3 Series                              | ART Grand Prix                | 18           | 2            | 1            | 2            | 7            | 167          | 3º           |
| 2019     | Formula 2                               | Sauber Junior Team by Charouz | 22           | 0            | 1            | 0            | 2            | 74           | 11º          |
| 2020     | Formula 2                               | UNI-Virtuosi                  | 24           | 3            | 5            | 1            | 6            | 201          | 2º           |
| 2021     | Formula 1                               | Scuderia Ferrari/Alfa Romeo   | Collaudatore | Collaudatore | Collaudatore | Collaudatore | Collaudatore | Collaudatore | Collaudatore |
| 2021     | GT World Challenge Europe Endurance Cup | Iron Lynx                     | 5            | 0            | 0            | 1            | 0            | 27           | 11º          |
| 2021     | 24 Ore di Le Mans                       | Iron Lynx                     | 1            | 0            | 0            | 0            | 0            | -            | 3º           |
| 2021     | IndyCar                                 | Juncos Hollinger Racing       | 3            | 0            | 0            | 0            | 0            | 18           | 36°          |
| 2022     | IndyCar                                 | Juncos Hollinger Racing       | 17           | 0            | 0            | 0            | 0            | 219          | 20°          |
| 2023     | IndyCar                                 | Juncos Hollinger Racing       | 18           | 0            | 0            | 0            | 0            | 266          | 16°          |

* – Stagione in corso

### Toyota Racing Series
(legenda) (Le gare in grassetto indicano la pole position) (Le gare in corsivo indicano Gpv)
| Anno | Team            | 1   | 2   | 3   | 4   | 5   | 6   | 7   | 8   | 9   | 10  | 11  | 12  | 13  | 14  | 15  | 16  | Punti | Pos. |
| ---- | --------------- | --- | --- | --- | --- | --- | --- | --- | --- | --- | --- | --- | --- | --- | --- | --- | --- | ----- | ---- |
| 2015 | ETEC Motorsport | RUA | RUA | RUA | TER | TER | TER | HMP | HMP | HMP | TAU | TAU | TAU | TAU | MAN | MAN | MAN | 358   | 16º  |
| 2015 | ETEC Motorsport | 16  | NC  | Rit | 15  | 14  | Rit | 4   | 12  | 17  | Rit | 12  | 12  | 12  | 4   | 4   | Rit | 358   | 16º  |

### F3 europea
(legenda) (Le gare in grassetto indicano la pole position) (Le gare in corsivo indicano Gpv)
| Stagione | Team                  | Motore     | 1   | 2   | 3   | 4   | 5   | 6   | 7   | 8   | 9   | 10  | 11  | 12  | 13  | 14  | 15  | 16  | 17  | 18  | 19  | 20  | 21  | 22  | 23  | 24  | 25  | 26  | 27  | 28  | 29  | 30  | 31  | 32  | 33  | Punti | Pos. |
| -------- | --------------------- | ---------- | --- | --- | --- | --- | --- | --- | --- | --- | --- | --- | --- | --- | --- | --- | --- | --- | --- | --- | --- | --- | --- | --- | --- | --- | --- | --- | --- | --- | --- | --- | --- | --- | --- | ----- | ---- |
| 2015     | Carlin                | Volkswagen | SIL | SIL | SIL | HOC | HOC | HOC | PAU | PAU | PAU | MNZ | MNZ | MNZ | SPA | SPA | SPA | NOR | NOR | NOR | ZAN | ZAN | ZAN | RBR | RBR | RBR | ALG | ALG | ALG | NÜR | NÜR | NÜR | HOC | HOC | HOC | 65.5  | 12º  |
| 2015     | Carlin                | Volkswagen | 10  | 19  | 9   | 13  | 5   | 10  | 11  | 15  | 16  | 20  | 14  | 15  | 14  | 11  | 4   | 11  | 16  | 7   | 11  | 12  | 22  | 30  | 12  | 10  | 16  | 26† | 11  | 3   | 9   | 8   | 15  | 11  | 5   | 65.5  | 12º  |
| 2016     | Van Amersfoort Racing | Mercedes   | LEC | LEC | LEC | HUN | HUN | HUN | PAU | PAU | PAU | RBR | RBR | RBR | NOR | NOR | NOR | ZAN | ZAN | ZAN | SPA | SPA | SPA | NÜR | NÜR | NÜR | IMO | IMO | IMO | HOC | HOC | HOC |     |     |     | 226   | 6º   |
| 2016     | Van Amersfoort Racing | Mercedes   | 10  | 1   | 12  | Rit | 9   | 6   | 5   | 3   | 4   | 1   | 4   | 2   | Rit | 7   | 7   | 5   | 3   | 6   | 16  | 5   | Rit | 5   | 7   | 4   | 15  | Rit | 3   | Rit | SQ  | Rit |     |     |     | 226   | 6º   |
| 2017     | Prema Powerteam       | Mercedes   | SIL | SIL | SIL | MNZ | MNZ | MNZ | PAU | PAU | PAU | HUN | HUN | HUN | NOR | NOR | NOR | SPA | SPA | SPA | ZAN | ZAN | ZAN | NÜR | NÜR | NÜR | RBR | RBR | RBR | HOC | HOC | HOC |     |     |     | 344   | 4º   |
| 2017     | Prema Powerteam       | Mercedes   | Rit | 2   | 1   | 9   | 7   | 1   | Rit | 3   | 2   | 5   | 1   | 2   | Rit | 9   | 9   | 14  | 6   | 4   | 5   | 1   | 19  | 4   | 3   | 4   | 1   | 4   | Rit | 4   | 1   | 5   |     |     |     | 344   | 4º   |

### GP3 Series
(legenda) (Le gare in grassetto indicano la pole position) (Le gare in corsivo indicano Gpv)
| Anno | Team           | 1   | 2   | 3   | 4   | 5   | 6   | 7   | 8   | 9   | 10  | 11  | 12  | 13  | 14  | 15  | 16  | 17  | 18  | Punti | Pos. |
| ---- | -------------- | --- | --- | --- | --- | --- | --- | --- | --- | --- | --- | --- | --- | --- | --- | --- | --- | --- | --- | ----- | ---- |
| 2018 | ART Grand Prix | CAT | CAT | LEC | LEC | RBR | RBR | SIL | SIL | HUN | HUN | SPA | SPA | MNZ | MNZ | SOC | SOC | YMC | YMC | 167   | 3º   |
| 2018 | ART Grand Prix | 3   | 7   | 8   | 1   | 1   | 6   | 3   | 5   | 6   | 2   | 6   | 3   | 3   | SQ  | 13  | 18  | 4   | 4   | 167   | 3º   |

### Formula 2
(legenda) (Le gare in grassetto indicano la pole position) (Le gare in corsivo indicano Gpv)
| Anno | Team                          | 1   | 2   | 3   | 4   | 5   | 6   | 7    | 8    | 9    | 10   | 11  | 12  | 13   | 14   | 15  | 16  | 17  | 18  | 19  | 20  | 21   | 22   | 23   | 24   | Punti | Pos. |
| ---- | ----------------------------- | --- | --- | --- | --- | --- | --- | ---- | ---- | ---- | ---- | --- | --- | ---- | ---- | --- | --- | --- | --- | --- | --- | ---- | ---- | ---- | ---- | ----- | ---- |
| 2017 | Trident                       | BAH | BAH | CAT | CAT | MON | MON | BAK  | BAK  | RBR  | RBR  | SIL | SIL | HUN  | HUN  | SPA | SPA | MNZ | MNZ | JER | JER | YMC  | YMC  |      |      | 0     | 26º  |
| 2017 | Trident                       |     |     |     |     |     |     |      |      |      |      | 19  | 14  |      |      |     |     |     |     |     |     |      |      |      |      | 0     | 26º  |
| 2019 | Sauber Junior Team by Charouz | BHR | BHR | BAK | BAK | CAT | CAT | MON  | MON  | LEC  | LEC  | RBR | RBR | SIL2 | SIL2 | HUN | HUN | SPA | SPA | MNZ | MNZ | SOC  | SOC  | YMC  | YMC  | 74    | 11º  |
| 2019 | Sauber Junior Team by Charouz | 14  | 16  | Rit | 9   | 8   | 3   | NP   | 14   | Rit  | 8    | 14  | 9   | 8    | 4    | 10  | 10  | C   | C   | 4   | 12  | 9    | 3    | 5    | 4    | 74    | 11º  |
| 2020 | UNI-Virtuosi Racing           | RBR | RBR | RBR | RBR | HUN | HUN | SIL1 | SIL1 | SIL2 | SIL2 | CAT | CAT | SPA  | SPA  | MNZ | MNZ | MUG | MUG | SOC | SOC | SAK1 | SAK1 | SAK2 | SAK2 | 201   | 2º   |
| 2020 | UNI-Virtuosi Racing           | 1   | 9   | 5   | 5   | 8   | 2   | 5    | Rit  | 1    | 6    | 5   | 8   | 10   | Rit  | 6   | 1   | 12  | 6   | 3   | 7   | 2    | 16   | 5    | 10   | 201   | 2º   |

### GT World Challenge Europe Endurance
(legenda) (Le gare in grassetto indicano la pole position) (Le gare in corsivo indicano Gpv)
| Anno | Team      | Auto            | 1     | 2     | 3      | 4      | 5      | Punti | Pos |
| ---- | --------- | --------------- | ----- | ----- | ------ | ------ | ------ | ----- | --- |
| 2021 | Iron Lynx | Ferrari 488 GT3 | MNZ 4 | LEC 4 | SPA NC | NÜR 38 | CAT 39 | 27    | 11º |

### Risultati 24 Ore di Le Mans
| Anno | Classe   | N° | Gomme | Vettura                                          | Squadra                          | Co-piloti       | Giri | Pos. Assol. | Pos. di Classe |
| ---- | -------- | -- | ----- | ------------------------------------------------ | -------------------------------- | --------------- | ---- | ----------- | -------------- |
| 2021 | GTE Am   | 80 | M     | Ferrari 488 GTE Evo Ferrari F154CB 3.9L V8 Turbo | Matteo Cressoni Rino Mastronardi | Iron Lynx       | 338  | 27º         | 3º             |
| 2024 | Hypercar | 12 | M     | Porsche 963                                      | Norman Nato Will Stevens         | Hertz Team Jota | 311  | 8º          | 8º             |

### Formula 1
| 2020 | Scuderia | Vettura    |  |  |  |  |  |  |  |  |  |  |     |  |  |  |  |  |  |  |  |  |  |  |  |  | Punti | Pos. |
| ---- | -------- | ---------- |  |  |  |  |  |  |  |  |  |  | --- |  |  |  |  |  |  |  |  |  |  |  |  |  | ----- | ---- |
| 2020 | Haas     | Haas VF-20 |  |  |  |  |  |  |  |  |  |  | SP* |  |  |  |  |  |  |  |  |  |  |  |  |  |       |      |

| 2021 | Scuderia          | Vettura        |  |  |    |  |  |  |  |  |    |  |  |  |  |  |  |  |  |  |  |  |  |  |  |  | Punti | Pos. |
| ---- | ----------------- | -------------- |  |  | -- |  |  |  |  |  | -- |  |  |  |  |  |  |  |  |  |  |  |  |  |  |  | ----- | ---- |
| 2021 | Alfa Romeo Racing | Alfa Romeo C41 |  |  | SP |  |  |  |  |  | SP |  |  |  |  |  |  |  |  |  |  |  |  |  |  |  | 0     |      |

| Legenda | 1º posto     | 2º posto | 3º posto    | A punti         | Senza punti/Non class.  | Grassetto – Pole position Corsivo – Giro più veloce Apice – Risultato Qualifica Sprint (A punti) |
| Legenda | Squalificato | Ritirato | Non partito | Non qualificato | Solo prove/Terzo pilota | Grassetto – Pole position Corsivo – Giro più veloce Apice – Risultato Qualifica Sprint (A punti) |

* Ilott avrebbe dovuto prendere parte alla prima sessione di prove libere del Gran Premio dell'Eifel per la scuderia Haas, ma essa è stata cancellata a causa di avverse condizioni meteorologiche.

### IndyCar Series
| Anno | Squadra                 | Telaio       | Motore    | 1      | 2      | 3      | 4      | 5       | 6       | 7      | 8      | 9      | 10     | 12     | 13     | 14     | 15     | 16     | 17     | 18     | Punti | Pos. |
| ---- | ----------------------- | ------------ | --------- | ------ | ------ | ------ | ------ | ------- | ------- | ------ | ------ | ------ | ------ | ------ | ------ | ------ | ------ | ------ | ------ | ------ | ----- | ---- |
| 2021 | Juncos Hollinger Racing | Dallara DW12 | Chevrolet | ALA    | STP    | TXS    | TXS    | IMS     | INDY    | DET    | DET    | ROA    | MDO    | NSH    | IMS    | GTW    | POR 25 | LAG 22 | LBH 26 |        | 18    | 38º  |
| 2022 | Juncos Hollinger Racing | Dallara DW12 | Chevrolet | STP 19 | TXS 16 | LBH 24 | ALA 25 | IMS 8   | INDY 32 | DET    | ROA 11 | MDO 23 | TOR 14 | IOW 12 | IOW 11 | IMS 14 | NSH 15 | GTW 21 | POR 9  | LAG 26 | 219   | 20º  |
| 2023 | Juncos Hollinger Racing | Dallara DW12 | Chevrolet | STP 5  | TXS 9  | LBH 19 | ALA 13 | IMS 18  | INDY 12 | DET 27 | ROA 18 | MDO 16 | TOR 18 | IOW 15 | IOW 14 | NSH 12 | IMS 17 | MAD 27 | POR 15 | LAG 5  | 266   | 16º  |
| 2024 | Arrow McLaren           | Dallara DW12 | Chevrolet | STP 11 | LBH    | ALA    | IMS    | INDY 11 | DET     | ROA    | LAG    | MDO    | IOW    | IOW    | TOR    | GAT    | POR    | MIL    | MIL    | NSH    | 39    | 33º  |
| 2025 | Prema Racing            | Dallara DW12 | Chevrolet | STP 19 | THE 26 | LBH 21 | ALA 23 | IMS 22  | INDY    | DET    | GAT    | ROA    | MDO    | IOW    | IOW    | TOR    | LAG    | POR    | MIL    | NSH    | 40*   |      |

* Stagione in corso.

### Campionato del mondo endurance
| Anno    | Squadra         | Classe   | Vettura     | QAT | IMO | SPA | LMS | SÃO | COA | FUJ | BHR | Punti | Pos. |
| ------- | --------------- | -------- | ----------- | --- | --- | --- | --- | --- | --- | --- | --- | ----- | ---- |
| 2024    | Hertz Team Jota | Hypercar | Porsche 963 | 2   | 14  | 1   | 8   | 18  | Rit | 5   | 13  | 70    | 7°   |
| Legenda |                 |          |             |     |     |     |     |     |     |     |     |       |      |

* Stagione in corso.